# The Swellers
The Swellers fue una banda estadounidense de punk rock formada en 2002 en Fenton, Míchigan. Su música se ve influenciada por grupos de punk rock melódicos, así como rock alternativo e indie rock de los años '90. En el año 2014 anunciaron su separación.

## Biografía

### 2002-2006: Formación y primeros álbumes
El 24 de junio de 2002, los hermanos Nick y Jonathan Diener trajeron a su amigo Nate Lamberts de la ciudad Grand Rapids, Míchigan a Fenton. Unos días más tarde formaron The Swellers y grabaron 3 canciones demo. Después de una semana, la banda reservó su primer espectáculo en Flint Local 432, siendo la banda de apertura del grupo Divit (Nitro Records). El 3 de diciembre de 2003, lanzaron su primer disco, grabado por ellos mismos, titulado End Of Discussion.
Después unos años dando conciertos por todas partes en Míchigan, The Swellers sumó a Nick Ondovcsik como segunda guitarra, pero luego de un corto tiempo junto a la banda, Ondovcsik dejó el grupo por otros intereses musicales y se unió a la banda de death rock Ares Letum. A principios de 2005, Lamberts abandonó The Swellers para terminar su educación secundaria, y los amigos de los hermanos Diener, Garrett Burgett y Lance Nelson se unieron poco después con el bajo y la guitarra respectivamente.
En la primavera de 2005, la banda grabó su segundo disco de estudio titulado Beginning of the End Again en Sentient Studios en Míchigan. Ese verano, la banda firmó con la disquera Search and Rescue Records y tocaron en el Vans Warped Tour de ese mismo año. Desde el verano de 2006, The Swellers constantemente estuvieron viajando por los Estados Unidos y firmaron con el sello discográfico japonés Radtone Music, y volaron a Japón a dar una serie de shows.

### 2006-2009:My Everesty nuevos miembros
Entre noviembre y diciembre de 2006, The Swellers fue al nuevo estudio de Sentient Studios en Chicago, Illinois, para grabar su tercer álbum, titulado My Everest. El álbum fue lanzado el 5 de junio de 2007 por Search and Rescue Records.
Entre marzo y mayo de 2008, Lance y Garrett dejaron el grupo antes de comenzar con las grandes giras, y actualmente, 
Lance canta y toca la guitarra en un grupo llamado Deadtown, y Garrett toca en la banda Fuckin ' Gnarly. Por las salidas de dichos músicos, The Swellers reclutó a un amigo del grupo, Brad Linden, para reemplazar a Lance Nelson en el bajo. El segundo guitarrista, Ryan Collins, se unió al grupo antes de la grabación del cuarto disco y poco después, el bajista Anto Boros, del grupo canadiense Sydney también se unió a The Swellers para redondear la nueva formación del conjunto.

### 2009-2012: Ingreso a Fueled by Ramen, nuevos álbumes y giras
En el 2009, Ups and Downsizing, fue grabado en Drasik Studios en Chicago, Illinois por Mark Michalik y fue lanzado por la disquera Fueled by Ramen. 
The Swellers fue el grupo de apertura en el Brand New Eyes World Tour del grupo Paramore, que comenzó el 29 de septiembre de 2009. El grupo también fue la banda de apertura para el conjunto Less Than Jake en su gira de invierno por los Estados Unidos, junto con la banda punk The Casualities. En principios de 2010, la banda continuó la gira con el grupo punk Motion City Soundtrack en su My Dinosaur Life Tour y dieron una serie de conciertos en el Reino Unido a lo largo del mes de abril de ese año. The Swellers tocó en el Vans Warped Tour por segunda vez desde el 25 de junio hasta el 17 de julio de 2010, y serán la banda de apoyo del grupo Anti-Flag en octubre en el Vans Of The Wall Tour en Europa. En marzo, la banda fue nombrada como una de Shred News «Artistas a observar en el 2010». En octubre, fueron banda de apoyo de Anti-Flag en el Vans Tour Of The Wall en Europa, después volaron a casa para tocar en The Fest 9 en Gainesville, FL con The Suicide Machines, Strike Anywhere y A Wilhelm Scream. Un mes más tarde la banda viajaron para ser banda de apoyo de Young Guns. 
Alternative Press anunció el 22 de abril de 2011 que el nuevo álbum titulado Good For Me sería lanzado el 14 de junio y «The Best I Ever Had» sería su primer sencillo. Su segundo sencillo «Inside My Head» fue lanzado el 16 de abril de 2012.
El 20 de abril de 2012, The Swellers anunció que dejaron el sello Fueled by Ramen. Ese mismo día lanzaron un sencillo de vinilo titulado «Vehicle City Blues» a través de SideOneDummy Records.

### 2012-2014:The Light Under Closed Doors
En octubre de 2012, la banda lanzó un EP titulado Running Out Of Places To Go de forma independiente.
The Swellers anunció que lanzarían su nuevo álbum The Light Under Closed Doors el 29 de octubre de 2013 por la discográfica No Sleep Records. La canción «Should» fue estrenada como adelanto en agosto de 2013.

### Separación
En julio de 2014 anunciaron su separación.

## Influencias musicales
The Swellers ha destacado como influencias a los grupos de punk rock y hardcore melódico Bad Religion, Rise Against y The Misfits.

## Miembros

### Miembros actuales
- Nick Diener — voz, guitarra (2002—presente)
- Jonathan Diener — batería, coros (2002—presente)
- Ryan Collins — guitarra rítmica (2008—presente)
- Anto Boros — bajo, coros (2009—presente)

### Miembros anteriores
- Brad Linden (2008-2009) — bajo
- Lance Nelson (2005-2008) — bajo
- Garrett Burgett (2004-2008) — guitarra
- Nate Lamberts (2002-2005) — bajo
- Nick Ondovcsik (2004) — guitarra

## Discografía
| Álbumes de estudio - End of Discussion (2003) - Beginning of the End Again (2005) - My Everest (2007) - Ups and Downsizing (2009) - Good For Me (2011) - The Light Under Closed Doors (2013) EP - Running Out Of Places To Go (2012) | Sencillos - «Bottles» (2007) - «Welcome Back Riders» (2009) - «Fire Away» (2010) - «Sleeper» - «The Best I Ever Had» (2011) - «Inside My Head» (2012) - «Vehicle City Blues» |